# Biserica Adormirea Maicii Domnului din Căușeni

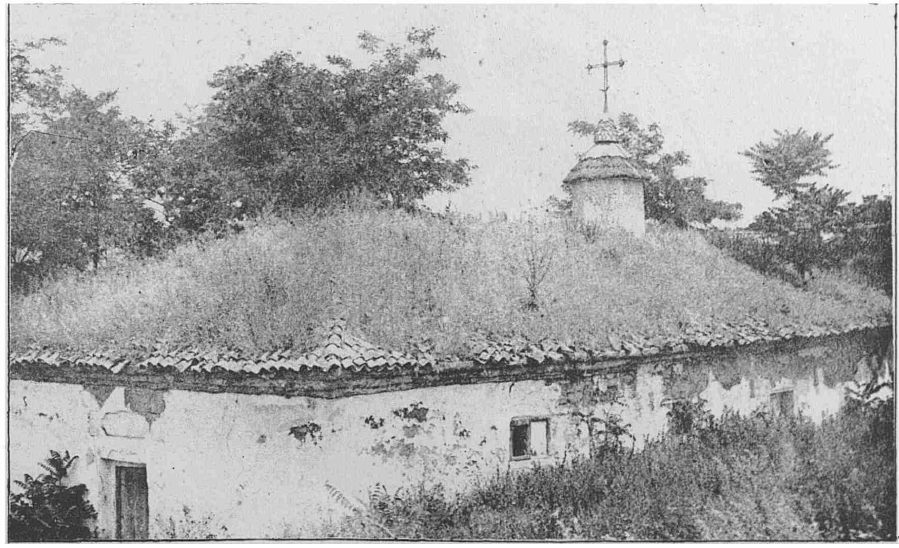
Biserica în 1920

Biserica „Adormirea Maicii Domnului” din Căușeni este un monument arhitectural construit în secolele XVII - XVIII. Este ctitorit de către domnitorul Moldovei Grigore Callimachi și mitropolitul Daniil al Proilaviei. Pictura datează din anul 1763 și este opera zugravilor Stanciul Radu și Voicul. Este un monument unic în spațiul est-carpatic prin amplasarea sa sub nivelul solului (biserică semi-îngropată), datorată faptului că localitatea Căușeni făcea parte din raiaua Bugeacului, fiind așadar condusă după legea otomană care impunea ca bisericile să nu se ridice mai sus decât baza acoperișului geamiilor din același ținut și să nu depășească anumite dimensiuni.
În octombrie 2016, a fost anunțat un proiect de restaurare a monumentului, finanțat de către Fondul Ambasadorilor SUA pentru Conservarea Culturală. Proiectul urmează să fie implementat de Centrul de Cercetări Arheologice al Republicii Moldova, fiind prevăzute consolidări ale zidurilor și a frescelor. Prima etapă a proiectului se va desfășura pe parcursul unui an.

## Biblografie
- Constantin Ciobanu - Biserica Adormirea Maicii Domnului din Căușeni, Editura Știința, Chișinău, 1997; ISBN 9975-67-051-2